# Dacnusa areolaris
Dacnusa areolaris är en stekelart som först beskrevs av Christian Gottfried Daniel Nees von Esenbeck 1811.  Dacnusa areolaris ingår i släktet Dacnusa och familjen bracksteklar. Arten är reproducerande i Sverige. Inga underarter finns listade i Catalogue of Life.